# Алієв Яшар Азер-огли
Яшар Азер-огли Алієв (азерб. Yaşar Azər oğlu Əliyev; нар. 31 серпня 1989) — азербайджанський борець вільного стилю, бронзовий призер чемпіонату Європи, бронзовий призер Кубку світу.

## Життєпис
Боротьбою займається з 2000 року. Був бронзовим призером чемпіонату світу 2009 року серед юніорів. Бронзовий медаліст чемпіонату Європи 2008 року серед юніорів. Третє місце на чемпіонаті Європи 2006 року серед кадетів. Молодший брат Гаджі Алієв теж член збірної Азербайджану з вільної боротьби, чемпіон світу і Європи 2014 року у вазі до 61 кг.

## Спортивні результати на міжнародних змаганнях

### Виступи на Чемпіонатах світу
| Змагання                        | Збірна      | Вагова категорія          | Місце |
| ------------------------------- | ----------- | ------------------------- | ----- |
| Чемпіонат світу з боротьби 2013 | Азербайджан | вільна боротьба, до 55 кг | 25    |

### Виступи на Чемпіонатах Європи
| Змагання                         | Збірна      | Вагова категорія          | Місце  |
| -------------------------------- | ----------- | ------------------------- | ------ |
| Чемпіонат Європи з боротьби 2009 | Азербайджан | вільна боротьба, до 55 кг | 5      |
| Чемпіонат Європи з боротьби 2013 | Азербайджан | вільна боротьба, до 55 кг | Бронза |

### Виступи на Європейських іграх
| Змагання              | Збірна      | Вагова категорія          | Місце |
| --------------------- | ----------- | ------------------------- | ----- |
| Європейські ігри 2015 | Азербайджан | вільна боротьба, до 57 кг | 5     |

### Виступи на Кубках світу
| Змагання                    | Збірна      | Вагова категорія          | Місце  |
| --------------------------- | ----------- | ------------------------- | ------ |
| Кубок світу з боротьби 2010 | Азербайджан | вільна боротьба, до 55 кг | 6      |
| Кубок світу з боротьби 2015 | Азербайджан | вільна боротьба, до 57 кг | Бронза |

### Виступи на інших змаганнях
| Змагання                                                      | Збірна      | Вагова категорія          | Місце  |
| ------------------------------------------------------------- | ----------- | ------------------------- | ------ |
| Золотий Гран-прі з боротьби 2010 (Баку)                       | Азербайджан | вільна боротьба, до 55 кг | 17     |
| Турнір Дана Колова — Николи Петрова 2011                      | Азербайджан | вільна боротьба, до 55 кг | Бронза |
| Турнір Алі Алієва 2011                                        | Азербайджан | вільна боротьба, до 55 кг | 18     |
| Золотий Гран-прі з боротьби 2011 (Баку)                       | Азербайджан | вільна боротьба, до 55 кг | 8      |
| Київський Міжнародний турнір з боротьби 2012                  | Азербайджан | вільна боротьба, до 55 кг | Бронза |
| Олімпійський кваліфікаційний турнір з боротьби 2012 (Тайюань) | Азербайджан | вільна боротьба, до 55 кг | 16     |
| Золотий Гран-прі з боротьби 2012 (Баку)                       | Азербайджан | вільна боротьба, до 55 кг | 7      |
| Турнір Яшара Догу 2013                                        | Азербайджан | вільна боротьба, до 55 кг | Бронза |
| Літня Універсіада 2013                                        | Азербайджан | вільна боротьба, до 55 кг | 13     |
| Золотий Гран-прі з боротьби 2013 (Баку)                       | Азербайджан | вільна боротьба, до 55 кг | Срібло |
| Турнір Яшара Догу 2014                                        | Азербайджан | вільна боротьба, до 57 кг | 18     |
| Турнір Алі Алієва 2014                                        | Азербайджан | вільна боротьба, до 57 кг | 15     |
| Золотий Гран-прі з боротьби 2014 (Баку)                       | Азербайджан | вільна боротьба, до 57 кг | Бронза |
| Гран-прі Парижа з боротьби 2015                               | Азербайджан | вільна боротьба, до 57 кг | Бронза |
| Золотий Гран-прі з боротьби 2015                              | Азербайджан | вільна боротьба, до 57 кг | 13     |

### Виступи на змаганнях молодших вікових груп
| Змагання                                       | Збірна      | Вагова категорія          | Місце  |
| ---------------------------------------------- | ----------- | ------------------------- | ------ |
| Чемпіонат Європи з боротьби серед кадетів 2006 | Азербайджан | вільна боротьба, до 50 кг | Бронза |
| Чемпіонат Європи з боротьби серед юніорів 2007 | Азербайджан | вільна боротьба, до 55 кг | 5      |
| Чемпіонат Європи з боротьби серед юніорів 2008 | Азербайджан | вільна боротьба, до 55 кг | Бронза |
| Чемпіонат світу з боротьби серед юніорів 2008  | Азербайджан | вільна боротьба, до 55 кг | 5      |
| Чемпіонат світу з боротьби серед юніорів 2009  | Азербайджан | вільна боротьба, до 55 кг | Бронза |